# Bertil Haase
Bertil Haase, född 5 juni 1923 i Uppsala, död 7 juli 2014, var en före detta svensk modern femkampare. Han tävlade vid olympiska spel, både vinter- och sommarspel.
Bertil Haase var en entusiastisk idrottare. Han var duktig i skidåkning, simning och löpning redan i unga år. Han gick med i Svenska armén som volontär och gick militärskola (volontär-, konstapel- och furirskola) som furir och det var där han började idrotta mer seriöst. När han lämnade armén var han kapten
Tillsammans med Claes Egnell, William Grut och Gustaf Lindh tävlade han vid olympiska vinterspelen 1948 i vinterfemkamp som där var  uppvisningssport. Detta var första och enda gången en vinterfemkamp hölls vid ett olympiskt spel. Tack vare sin duktiga skidåkning vann han både 10 km skidåkning och störtloppet. I ridningen kom han fyra, i skyttet femma och sexa i fäktningen. Totalt blev han trea och tog alltså bronsmedalj. Gustaf Lindh blev etta och William Grut tvåa. Den fjärde i svenska laget, Claes Egnell, bröt foten i störtloppet.
Eftersom vinterfemkampen aldrig var med i olympiska spel efter 1948 inriktade sig Haase istället på modern femkamp. Han var en medelgod skytt men en duktig fäktare, löpare och simmare. Han deltog i modern femkamp vid olympiska sommarspelen 1956 i Melbourne. I den individuella tävlingen slutade han på sjuttonde plats. I lagtävlingen deltog han tillsammans med Lars Hall och Björn Thofelt. Efter tre grenar hade det svenska laget tagit ledningen men i ridningen hade Thofelt otur och fick en egenartad häst i lottningen. Det slutade med att han föll av två gånger, fick hjärnskakning och tvingades bryta. Därmed kunde inte Sverige slutföra tävlingen och Haase fick aldrig någon olympisk medalj i sommarspelen.
Haase lyckades bra vid världsmästerskapen i modern femkamp. 1950 deltog han i det svenska lag som vann tävlingen i Bern i Schweiz. Där bildade han lag med Lars Hall och Thor Henning. År 1954 i Budapest i Ungern kom han trea i lagtävlingen tillsammans med Björn Thofelt och Åke Julin. Samma år blev han svensk mästare i modern femkamp. 1957 avslutade han sin karriär och samma år gifte han sig med sin fru Ann Marie.
Han tävlade för Studenternas Idrottsförening Stockholm. Han utbildade sig vid Kungliga Tekniska högskolan i Stockholm inom metallurgi och blev sedermera bergsingenjör. Han arbetade sedan med detta i Fagersta där han bodde fram till sin död.
1979 var Bertil tillsammans med de andra svenska deltagarna i vinterfemkampen och många andra tävlande i modern femkamp från 50-talet med i en femkampstävling för seniorer i Budapest. Han hade länge kontakt med de andra svenska femkamparna Hall, Grut, Lindh, Thofelt och Egnell. (2013 är Hall, Grut och Egnell döda). 
Haase avled i Fagersta den 7 juli 2014.